# Elección para gobernador de Nuevo México de 2022
La elección para gobernador de Nuevo México de 2022 se realizó el 8 de noviembre. La gobernadora titular Michelle Lujan Grisham se postuló para buscar la reelección.

## Primaria republicana

### Candidatos declarados
- Jay Block.[2][3]
- Rebecca Dow, representante estatal.[4]
- Ethel Maharg, activista provida, directora ejecutiva de Right to Life of New Mexico.[5]
- Mark Ronchetti.[6]
- Gregory Zanetti.[7]

### Resultados
| Candidatos                            | Votos   | %    |
| ------------------------------------- | ------- | ---- |
|                                       | Votos   | %    |
| Mark Ronchetti                        | 68,581  | 58,4 |
| Rebecca Dow                           | 18,164  | 15,5 |
| Gregory Zanetti                       | 16,365  | 13,9 |
| Jay Block                             | 12,454  | 10,6 |
| Ethel Maharg                          | 1,842   | 1,6  |
|                                       |         |      |
| Total                                 | 117,406 | 100  |
|                                       |         |      |
| Fuente: New Mexico Secretary of State |         |      |

## Resultados

### Generales
| Elección para gobernador de Nuevo México 2022 | Elección para gobernador de Nuevo México 2022 | Elección para gobernador de Nuevo México 2022 | Elección para gobernador de Nuevo México 2022 | Elección para gobernador de Nuevo México 2022 |
| Partido                                       | Partido                                       | Candidato                                     | Votos                                         | %                                             |
| --------------------------------------------- | --------------------------------------------- | --------------------------------------------- | --------------------------------------------- | --------------------------------------------- |
|                                               | Demócrata                                     | Michelle Lujan Grisham                        | 370,168                                       | 51,97                                         |
|                                               | Republicano                                   | Mark Ronchetti                                | 324,701                                       | 45,59                                         |
|                                               | Libertario                                    | Karen Bedonie                                 | 17,387                                        | 2,44                                          |
|                                               |                                               |                                               |                                               |                                               |
| Total                                         | Total                                         | Total                                         | 712,256                                       | 100                                           |
|                                               |                                               |                                               |                                               |                                               |
| Fuente: New Mexico Secretary of State         |                                               |                                               |                                               |                                               |

### Por condado
| Condado    | Lujan Grisham (D) | Lujan Grisham (D) | Ronchetti (R) | Ronchetti (R) | Bedonie (L) | Bedonie (L) | Total   |
| Condado    | Votos             | %                 | Votos         | %             | Votos       | %           | Total   |
| ---------- | ----------------- | ----------------- | ------------- | ------------- | ----------- | ----------- | ------- |
| Condado    | Bernalillo        |                   |               |               |             |             | Total   |
| Catron     |                   |                   |               |               |             |             |         |
| Chaves     |                   |                   |               |               |             |             |         |
| Cibola     |                   |                   |               |               |             |             |         |
| Colfax     |                   |                   |               |               |             |             |         |
| Curry      |                   |                   |               |               |             |             |         |
| De Baca    |                   |                   |               |               |             |             |         |
| Doña Ana   |                   |                   |               |               |             |             |         |
| Eddy       |                   |                   |               |               |             |             |         |
| Grant      |                   |                   |               |               |             |             |         |
| Guadalupe  |                   |                   |               |               |             |             |         |
| Harding    |                   |                   |               |               |             |             |         |
| Hidalgo    |                   |                   |               |               |             |             |         |
| Lea        |                   |                   |               |               |             |             |         |
| Lincoln    |                   |                   |               |               |             |             |         |
| Los Álamos |                   |                   |               |               |             |             |         |
| Luna       |                   |                   |               |               |             |             |         |
| McKinley   |                   |                   |               |               |             |             |         |
| Mora       |                   |                   |               |               |             |             |         |
| Otero      |                   |                   |               |               |             |             |         |
| Quay       |                   |                   |               |               |             |             |         |
| Río Arriba |                   |                   |               |               |             |             |         |
| Roosevelt  |                   |                   |               |               |             |             |         |
| Sandoval   |                   |                   |               |               |             |             |         |
| San Juan   |                   |                   |               |               |             |             |         |
| San Miguel |                   |                   |               |               |             |             |         |
| Santa Fe   |                   |                   |               |               |             |             |         |
| Sierra     |                   |                   |               |               |             |             |         |
| Socorro    |                   |                   |               |               |             |             |         |
| Taos       |                   |                   |               |               |             |             |         |
| Torrance   |                   |                   |               |               |             |             |         |
| Union      |                   |                   |               |               |             |             |         |
| Valencia   |                   |                   |               |               |             |             |         |
|            |                   |                   |               |               |             |             |         |
| Total      | 370,168           | 51,97             | 324,701       | 45,59         | 17,387      | 2,44        | 712,256 |